# Automolis inconspicua
Automolis inconspicua là một loài bướm đêm thuộc phân họ Arctiinae, họ Erebidae.